# Kosowiec (rejon gródecki)
Kosowiec lub Kossowiec (ukr. Косівець) – wieś na Ukrainie w rejonie lwowskim (wcześniej w rejonie gródeckim) obwodu lwowskiego.

## Historia
Dawniej wieś w powiecie gródeckim.